# Spiegel van Neregeb
De Spiegel van Neregeb (Engels: Mirror of Erised) is een magisch voorwerp uit Harry Potter en de Steen der Wijzen, het eerste deel van de Harry Potterboekenreeks van de Britse schrijfster J.K. Rowling.

## Beschrijving
Volgens Albus Perkamentus toont de Spiegel kennis noch waarheid, maar laat de persoon die erin kijkt alleen zien wat hij of zij het meest begeert. Veel mensen zijn reeds weggekwijnd voor de Spiegel, betoverd door wat ze zagen. Anderen werden krankzinnig omdat ze niet wisten of wat ze zagen al dan niet mogelijk was. Er staat een spreuk boven de Spiegel: Neregeb jiz taw ra amneiz nesnem tawt einno otki. Andersom (in spiegelschrift) staat er: Ik toon niet wat mensen zien maar wat zij begeren. "Neregeb" is dus het spiegelbeeld van "begeren".
De Spiegel van Neregeb laat bijvoorbeeld aan Harry Potter zijn ouders zien, en aan Ron Wemel zichzelf, als hij de Zwerkbalcup verovert. En hoewel Professor Perkamentus zegt dat hij zichzelf in de Spiegel ziet met een paar sokken, wordt in Harry Potter en de Relieken van de Dood, het zevende boek, duidelijk dat hij daarin geen sokken ziet, maar zijn echte wens: zijn complete familie, levend en wel.
De Spiegel wordt later in het eerste boek verplaatst om de Steen der Wijzen te beschermen. Het is de ultieme bescherming die Albus Perkamentus aan de Steen gaf. Door in de Spiegel te kijken, kan men de Steen bemachtigen, op voorwaarde dat men er oprechte bedoelingen mee heeft en hem niet voor eigen gewin zal gebruiken. Mensen met slechte bedoelingen zien gewoon zichzelf in de Spiegel het Levenselixer brouwen. Als Harry Potter voor de tweede keer in de Spiegel kijkt, verschijnt de Steen in zijn broekzak.

## Bekende gebruikers en verlangens

### Albus Perkamentus
- Zichzelf, met Gellert Grindelwald
- Een paar dikke, wollen sokken (zegt hij)
- Zijn familie, levend en wel[1]

### Harry Potter
- Zijn ouders + zijn familie
- Zichzelf met de Steen der Wijzen
- Vanaf 1997: Heer Voldemort, dood en verslagen

### Ron Wemel
- Zichzelf als winnaar van de Zwerkbalcup en de Afdelingsbeker[2]

### Hermelien Griffel
- Zichzelf en haar vrienden, levend en ongedeerd, Voldemort verslagen, en zichzelf in een romantische omhelzing met een "bepaalde persoon" (Ron Wemel, met wie ze later zou trouwen)[3][4]

### Quirinus Krinkel
- Het geven van de Steen der Wijzen aan zijn meester (Heer Voldemort)
- Zelf ook onsterfelijk worden

### Voldemort
- zichzelf, almachtig en onsterfelijk[5][6]